# Elatostema madagascariense
Elatostema madagascariense är en nässelväxtart som beskrevs av Hugh Algernon Weddell. Elatostema madagascariense ingår i släktet Elatostema och familjen nässelväxter.

## Underarter
Arten delas in i följande underarter:
- E. m. incisum
- E. m. marojejyense